# Líber Vespa
Pour les articles homonymes, voir Vespa (homonymie).
Líber Vespa, né le 18 octobre 1971 à Montevideo et mort le 25 juillet 2018, est un footballeur international uruguayen évoluant au poste de milieu de terrain. Entre 1997 et 1999, il est appelé à 12 reprises en sélection nationale et figure notamment dans le groupe des 20 joueurs finalistes de la Copa América 1999.

## Palmarès
| Compétitions internationales      | Compétitions nationales |
| - Copa América - Finaliste : 1999 |                         |